# Zena Cardman
Zena Maria Cardman, née le 26 octobre 1987 à Urbana dans l'Illinois, est une microbiologiste et astronaute américaine. Après une formation en biologie et en océanographie, elle travaille en tant que chercheuse pour divers organismes et participe à des projets en Antarctique, Colombie-Britannique, Idaho ou encore Hawaï. 
En 2017 elle est sélectionnée par la NASA en tant que membre du groupe d'astronautes 22. Après une formation de deux ans, elle est nommée en janvier 2024 commandante de la mission SpaceX Crew-9 pour un séjour de six mois à bord de la station spatiale internationale, avec un lancement prévu en août. À la suite des problèmes rencontrés lors du vol d'essai du CST-100 Starliner, elle est finalement retirée de l'équipage moins d'un mois avant le départ, pour pouvoir ramener les astronautes de Boeing CFT.

## Formation
Zena Cardman naît le 26 octobre 1987 à Urbana dans l'Illinois de Hellen et Larry Cardman, mais elle grandit à Williamsburg en Virginie qu'elle considère sa ville natale et est diplômée du Lycée Bruton (en) en 2006. Elle obtient ensuite un diplôme de baccalauréat universitaire ès sciences en biologie en 2010 puis une maîtrise ès sciences en océanographie en 2014, tous deux à l'université de Caroline du Nord à Chapel Hill. Elle commence en 2014 une thèse de doctorat en géoscience à l'université d'État de Pennsylvanie, non encore complétée en 2017 au moment de sa sélection par la NASA,.

## Carrière professionnelle
De 2008 à 2014, elle réalise des recherches sur les micro-organismes marins et les cheminées hydrothermales au département d'océanographie de l'université de Caroline du Nord. En parallèle elle participe à divers projet dont une mission en mer de six semaines en tant qu'ingénieure assistante pour la compte de la Sea Education Association (en), et un séjour à la base antarctique Palmer sur l'île Anvers où elle fait des recherches sur l'évolution des écosystèmes. Elle travaille également déjà pour le compte de la NASA et de l'ASC en tant que microbiologiste et spécialiste logistique en Colombie-Britannique de 2008 à 2015. Par la suite, elle participe de 2016 à 2017 à un programme de recherche de la NASA sur la biologie des champs de lave en tant que chef de groupe de soutien sur le terrain et assistante coordinatrice logistique, d'abord au Monument national et réserve nationale Craters of the Moon dans l'Idaho, puis au parc national des volcans d'Hawaï. Au moment de sa sélection, elle travaille sur des recherches pour la Fondation nationale pour la science et est doctorante à l'université d'État de Pennsylvanie,.

## Astronaute

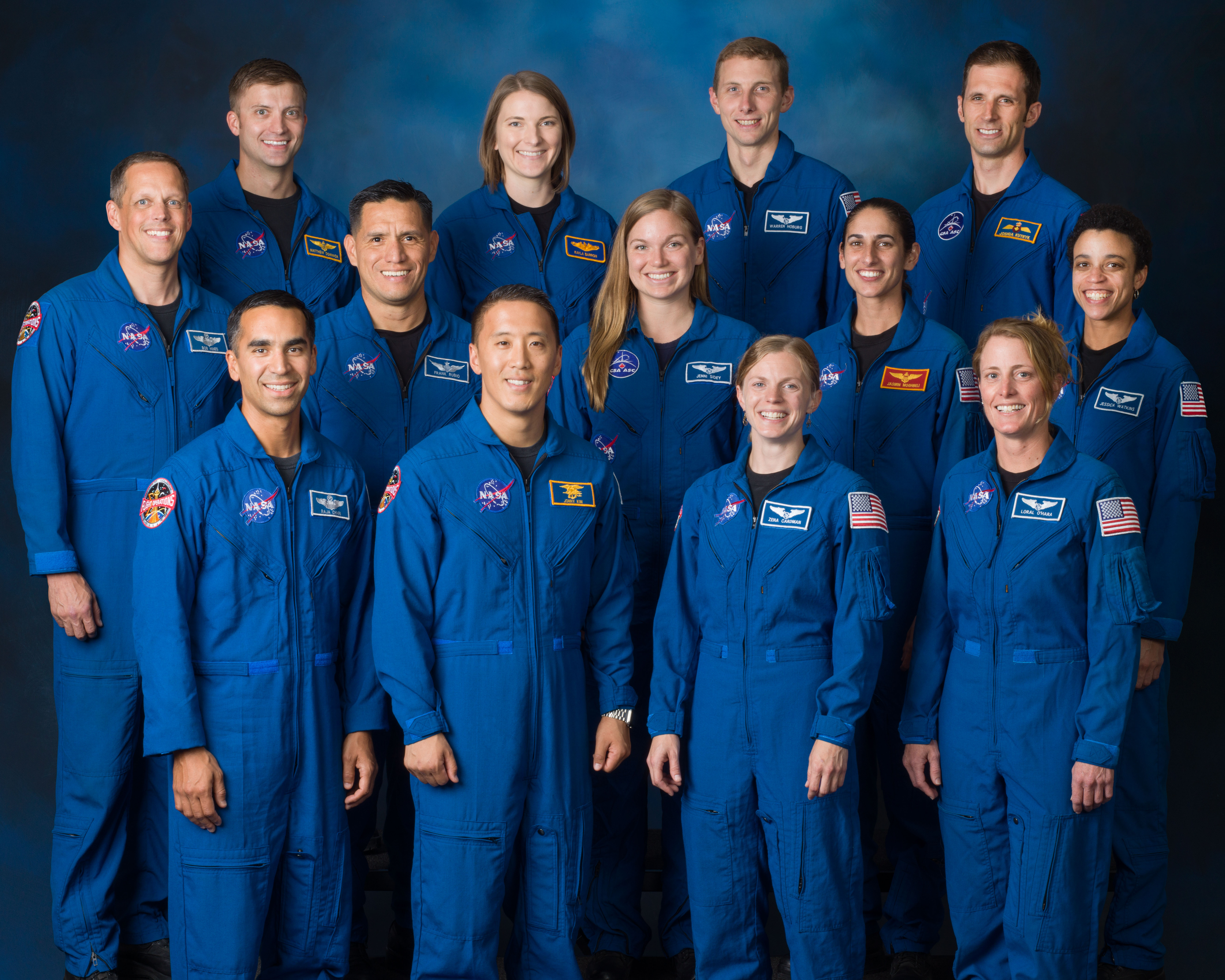
Photo de classe groupe d'Astronaute 22 de la NASA

Elle candidate à la 21ème sélection d'astronautes de la NASA en 2011 mais n'est pas retenue en raison de son manque d'expériences professionnelles et de son âge inférieur au minimum requis.
Le 7 juin 2017, la NASA annonce qu'elle est sélectionnée en tant qu'une des onze membres du groupe d'astronautes 22. Elle commence ensuite sa formation d'astronaute candidate le 18 août 2017 qu'elle complète officiellement le 10 janvier 2020 lors d'une cérémonie. Par la suite elle participe au contrôle des opérations de la station spatiale internationale et à des travaux sur l'exploration de la surface lunaire.
Le 31 janvier 2024, la NASA annonce sa nomination comme commandante de la mission SpaceX Crew-9 dont le lancement est attendue au plus tôt en août, pour un séjour de six mois à bord de la station spatiale internationale, et en tant que membre des expéditions 71 et 72,.
La NASA décide finalement de la retirer de la mission SpaceX Crew-9, de même que Stephanie Wilson, afin que les astronautes de Boe-CFT puissent rentrer sur Terre à bord de la capsule. Elle doit être réassignée à une future mission, et devient la dernière de sa sélection à voler.

## Distinctions
Elle reçoit plusieurs distinctions au cours de sa carrière dont:
- NSF Graduate Research Fellowship (2012-2017)
- Pennsylvania Space Grant Consortium Fellowships (2015-2016)
- Royster Society Distinguished Graduate Fellowship (2012-2014)
- Irene F. Lee Chancellor’s Award for Most Outstanding Senior Woman (2010)
- North Carolina Space Grant Fellowships (2008-2010, 2013-2014)
- Chancellor’s Carolina Scholarship (2006-2010)